# Sebaste (Antique)
Sebaste ist eine philippinische Stadtgemeinde in der Provinz Antique. Sie hat 17.907 Einwohner (Zensus 1. August 2015).

## Baranggays
Sebaste ist politisch unterteilt in zehn Baranggays.
- Abiera
- Aguila
- Alegre
- Aras-Asan
- Bacalan
- Callan
- Nauhon
- P. Javier
- Poblacion
- Idio